# Quảng trường Lớn (Bruxelles)
Quảng trường Lớn Bruxelles (tiếng Hà Lan: Grote Markt, tiếng Pháp và tiếng Anh: Grand-Place) là quảng trường ở trung tâm thành phố Bruxelles, Bỉ. Đây là nơi rất hấp dẫn du khách và là một biểu tượng của thành phố, sau Atomium và giếng phun nước Manneken Pis. Quảng trường Lớn Bruxelles đã được UNESCO đưa vào danh sách di sản thế giới năm 1998 trong khóa họp thứ 22.

## Lịch sử

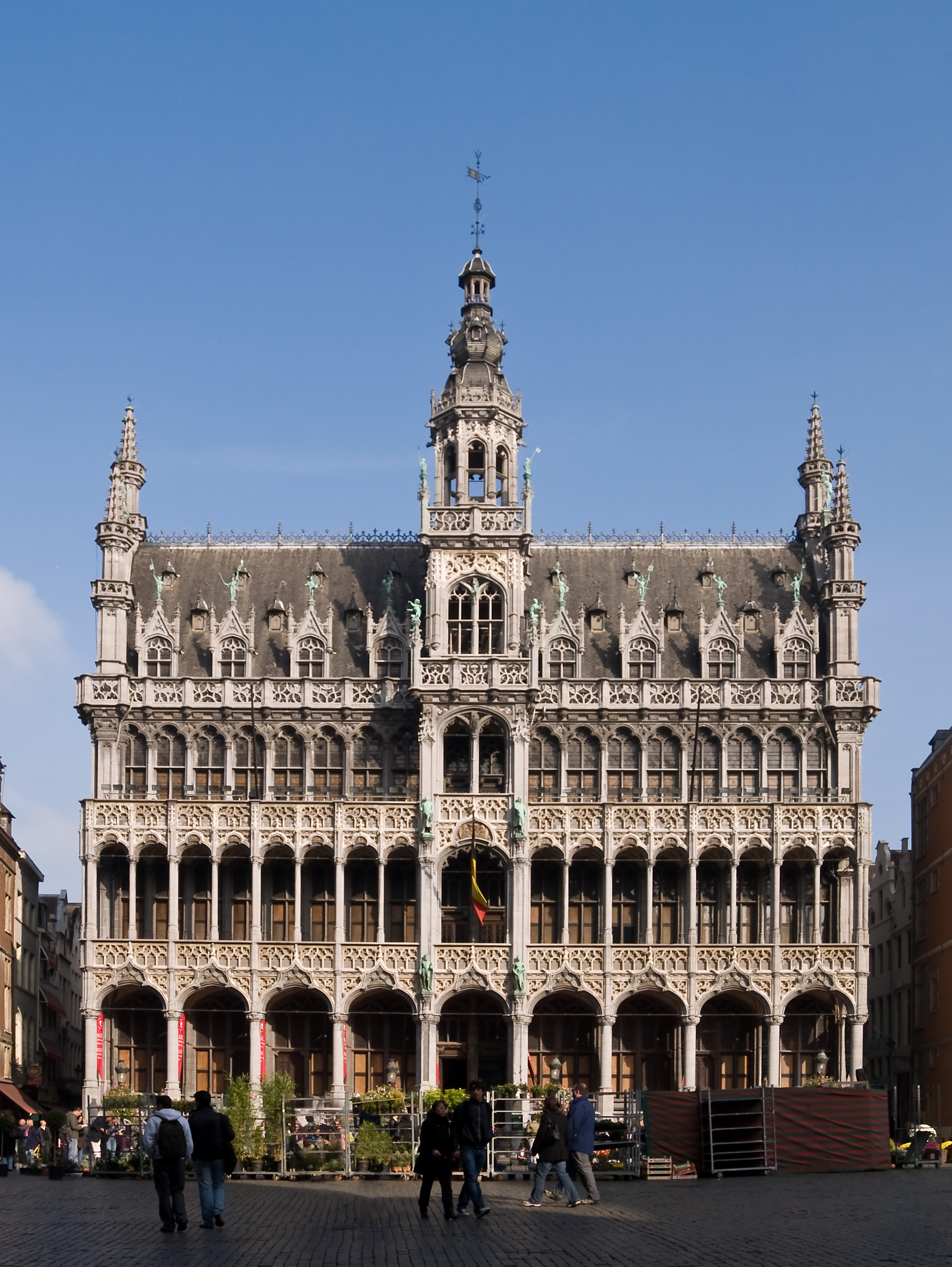
La Maison du roi

Nơi đây trước kia là khu chợ với các nhà lồng dành cho các người buôn bán những mặt hàng riêng.
Tòa đô chính được xây trong nhiều giai đoạn từ năm 1402 tới 1455, dường như do kiến trúc sư đầu tiên là Jacob van Thienen thiết kế. Tháp cao 97 m, theo kiểu kiến trúc Gothic do kiến trúc sư Jan van Ruysbroeck thiết kế. Trên đỉnh tháp là tượng thánh Michael, thánh bổn mạng của thành phố. 
Quảng trường Lớn được hình thành sau khi xây xong Tòa đô chính. Các phố lân cận vẫn còn mang những tên nguyên thủy, theo từng ngành nghề buôn bán, như phố hàng bơ, phó mát, phố hàng than, phố cá trích vv...Chung quanh quảng trường là các tòa nhà của các nghiệp đoàn. Nhà Broodhuis
(nhà bánh mì) trước kia trong thế kỷ thứ 13, được làm bằng gỗ. Thế kỷ 15, nhà này được thay thế bằng ngôi nhà xây bằng đá, dành cho chính phủ của công tước Brabant và được gọi là Maison du Duc (Nhà của công tước). Khi đất công tước rơi vào nhà Habsburg thì nhà này trở thành Maison du Roi (Nhà của vua) và tên này được giữ cho tới nay. Charles V hoàng đế của Đế quốc La Mã thần thánh cho xây lại nhà này theo kiểu kiến trúc gothic muộn, trong thời gian ông ta cai trị trong thế kỷ 16, tương tự như vẻ bề ngoài hiện nay. Năm 1873 thành phố giao cho kiến trúc sư Victor Jamaer sửa lại cấu trúc của các bức tường chân rộng thoai thoải thành kiểu kiến trúc tân gothic. 

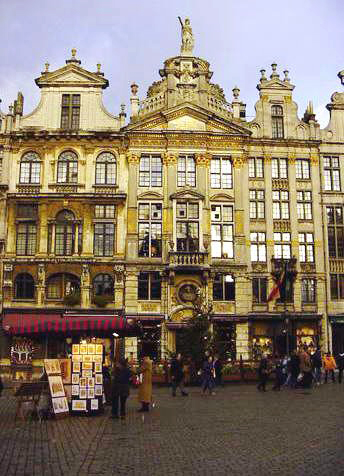
A view of "L'ange" or de Engel (The Angel) on the Grand Place

Quảng trường Lớn nguyên thủy gồm các nhà lộn xộn được xây từ thế kỷ 15 tới thế kỷ 17, theo nhiều kiểu kiến trúc khác nhau. Một trong các tòa nhà này là nhà của nghiệp đoàn thợ nấu rượu bia, nay là nhà bảo tàng của nghiệp đoàn thợ nấu bia.
Quảng trường Lớn Bruxelles đã là nơi diễn ra nhiều sự kiện lịch sử: Ngày 1.7.1523 Henri Voes và Jean Van Eschen, tín đồ đạo Tin Lành, đã bị Tòa án Dị giáo thiêu trên giàn lửa ở đây. Ngày 5..6.1568, Lamoral - bá tước Egmont - và Philippe de Montmorency - bá tước Horn - cũng bị chém đầu tại quảng trường này.
Ngày 13.8.1695, đạo quân Pháp gồm 70.000 người dưới quyền chỉ huy của thống chếFrançois de Neufville, (quận công Villeroy) bắt đầu pháo kích vào trung tâm thành phố liên tục 3 ngày, bằng súng cối và súng đại bác, nhằm giải vây cho thành phố Namur đang bị quân Liên minh Augsburg vây hãm (trong cuộc chiến tranh 9 năm giữa vua Louis XIV của Pháp với Liên minh Augsburg). Khu trung tâm thành phố và Quảng trường lớn bị thiêu rụi và san bằng, chỉ còn sót lại những bước tường bằng đá của Tòa đô chính và vài nhà khác.
Khu quảng trường được xây dựng lại trong 4 năm sau, do các nghiệp đoàn. Nỗ lực của các nghiệp đoàn này được Hội đồng thành phố điều phối, để các công trình xây dựng tương đối hài hòa, mặc dù mang nhiều kiểu kiến trúc đối chọi nhau. 

## Thảm hoa
Quảng trường Lớn Bruxellesn nổi tiếng về "thảm hoa", được trưng bày mỗi 2 năm (vào năm chẵn), trên 1 diện tích 75 m x 25 m, gồm khoảng trên 500.000 cây hoa, vào giữa tháng 8, và thu hút rất nhiều du khách.

## Trong phim truyền hình
- Quảng trường Lớn Bruxelles cũng được hãng truyền hình BBC dùng làm bối cảnh cho loạt phim truyền hình Secret Army, hồi thứ hai và thứ ba của loạt phim này được quay tại đây năm 1978 và 1979, đạc biệt chung quanh tòa nhà nay là tiệm ăn Maxim's.